# Trachionus sericeus
Trachionus sericeus är en stekelart som först beskrevs av Léon Abel Provancher 1888.  Trachionus sericeus ingår i släktet Trachionus och familjen bracksteklar. Inga underarter finns listade i Catalogue of Life.